# Arboretum du Plan Esterel
El Arboreto de la meseta del Esterel (en francés: Arboretum du Plan Esterel), es un arboreto de algo más de 3 hectáreas de extensión en Saint-Raphaël, departamento de Var, Francia.
El nombre de la ciudad parece datar de 1065, gracias a una iglesia románica dedicada al Arcángel Rafael (ahora la iglesia de San Pedro) fue construida en el área episcopal de Fréjus y se convirtió en un pueblo fortificado, el castrum. En 1073, se cita como el Sanctus Rafael. El nombre de la ciudad está escrito en provenzal Sant Rafèu como normas clásicas y Mistralian (pronunciado [sã ʀafɛw]).

## Localización
La comuna de Saint-Raphaël se encuentra en el extremo oriental del golfo de Fréjus, en la frontera entre el Var y Alpes Marítimos. La comuna se extiende en veinticuatro kilómetros de costa (el segundo lugar después de Marsella cincuenta y siete kilómetros de costa) accidentada con cortes que forman arroyos y calas entre la región natural del «Massif de l'Esterel» y el Mediterráneo.
- Altitud de 400 a 420 m s. n. m.
- Clima mediterráneo.
- Geología: riolitas.
- Pluviometría media 820 mm/an.
- Temperaturas extremas de -12 a 38 °C.

Está abierto a diario, la entrada es gratuita.

## Historia
El arboreto fue creado en 1977 por la Office national des forêts (ONF).
El objetivo inicial era el de encontrar sustitutos al Pinus pinaster y lucha contra incendios.
Actualmente está dedicado como una plantación forestal experimental y a la conservación de la flora de la zona, y alberga especímenes tanto locales como exóticos incluyendo especies amenazadas. 
La Office national des forêts (ONF), administra la «Forêt domaniale des Maures» y el arboreto. 

## Colecciones
La cubierta vegetal de la zona es muy notable por su variedad (las especies vegetales herbáceas son distintas bajo el castaño, que bajo los alcornoques), en zonas rocosas, etc. y el número de especies raras y especies protegidas son más de treinta.
El arboreto en sí mismo en 2010 albergaba unos 11 taxones (efectivos de origen: 239) con 191 procedencias. Entre otros albergaba Cupressus goveniana, Cupressus forbesii y Eucalyptus nicholii.
Particularidades, situación en la meseta, 10 taxones clasificados por el UICN (1 «CR», 1 «EN» y 3 «VU»)

Proximidades
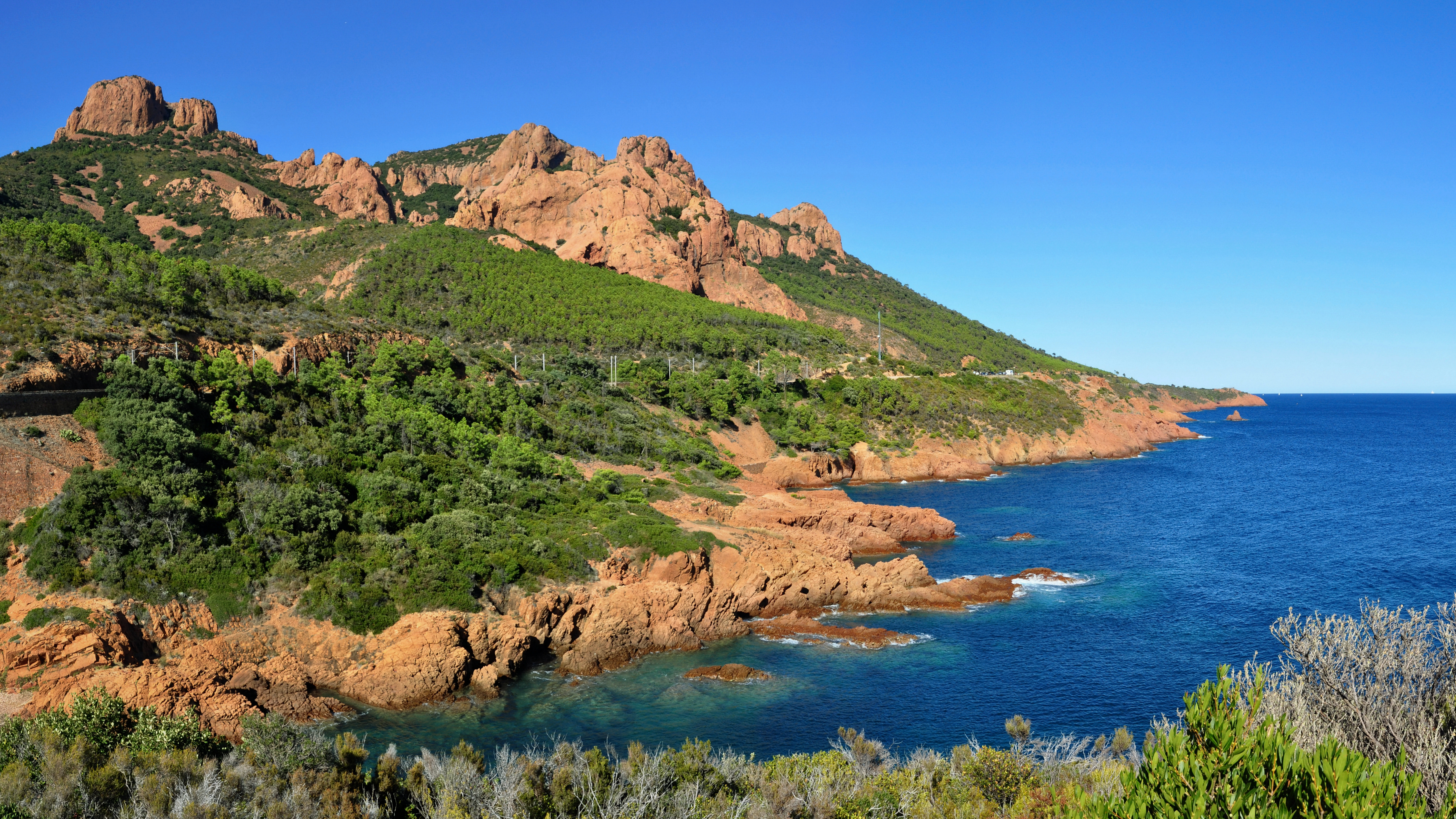
Calanque du Petit Canereit-Massif de l'Esterel.
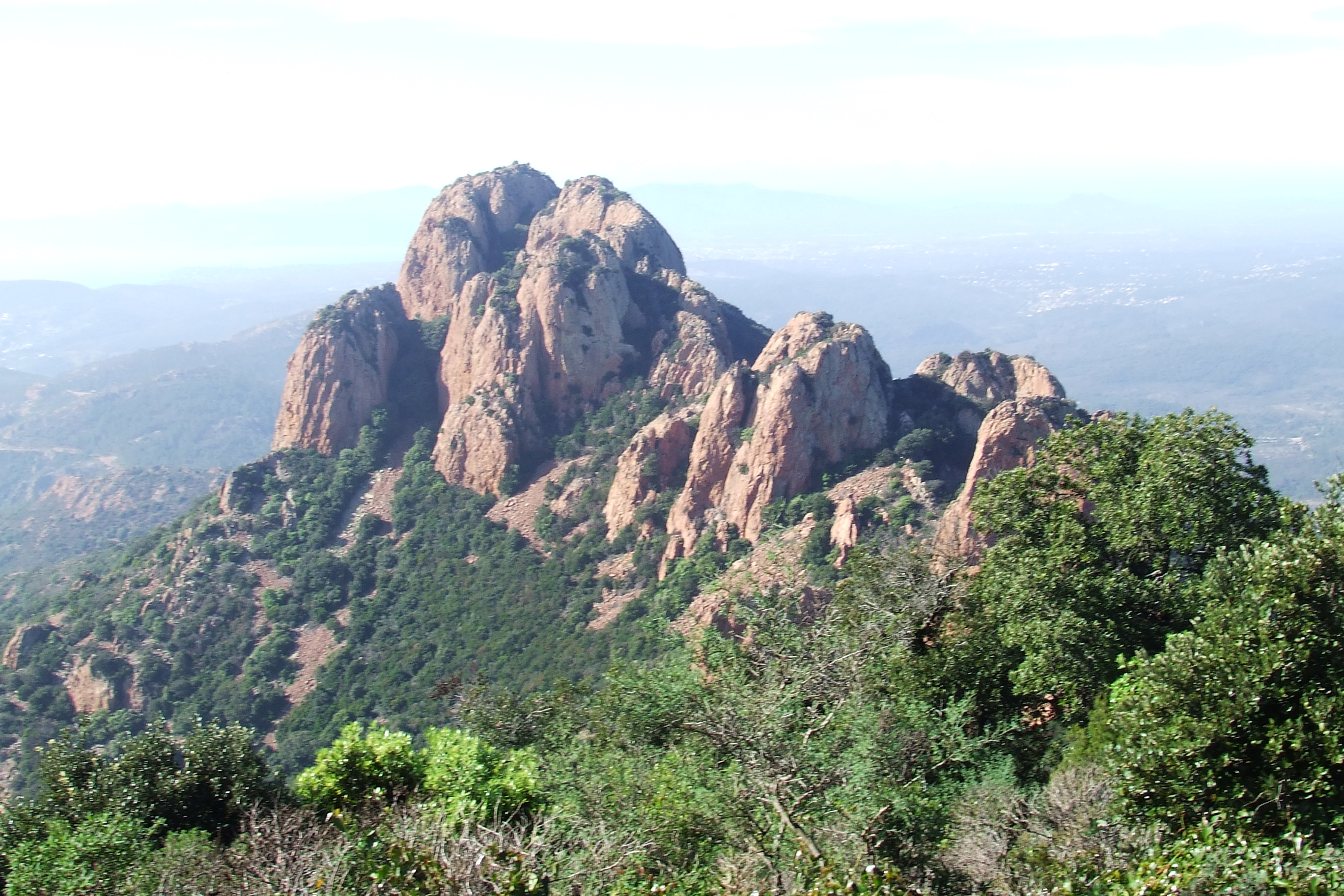
El macizo del Esterel.
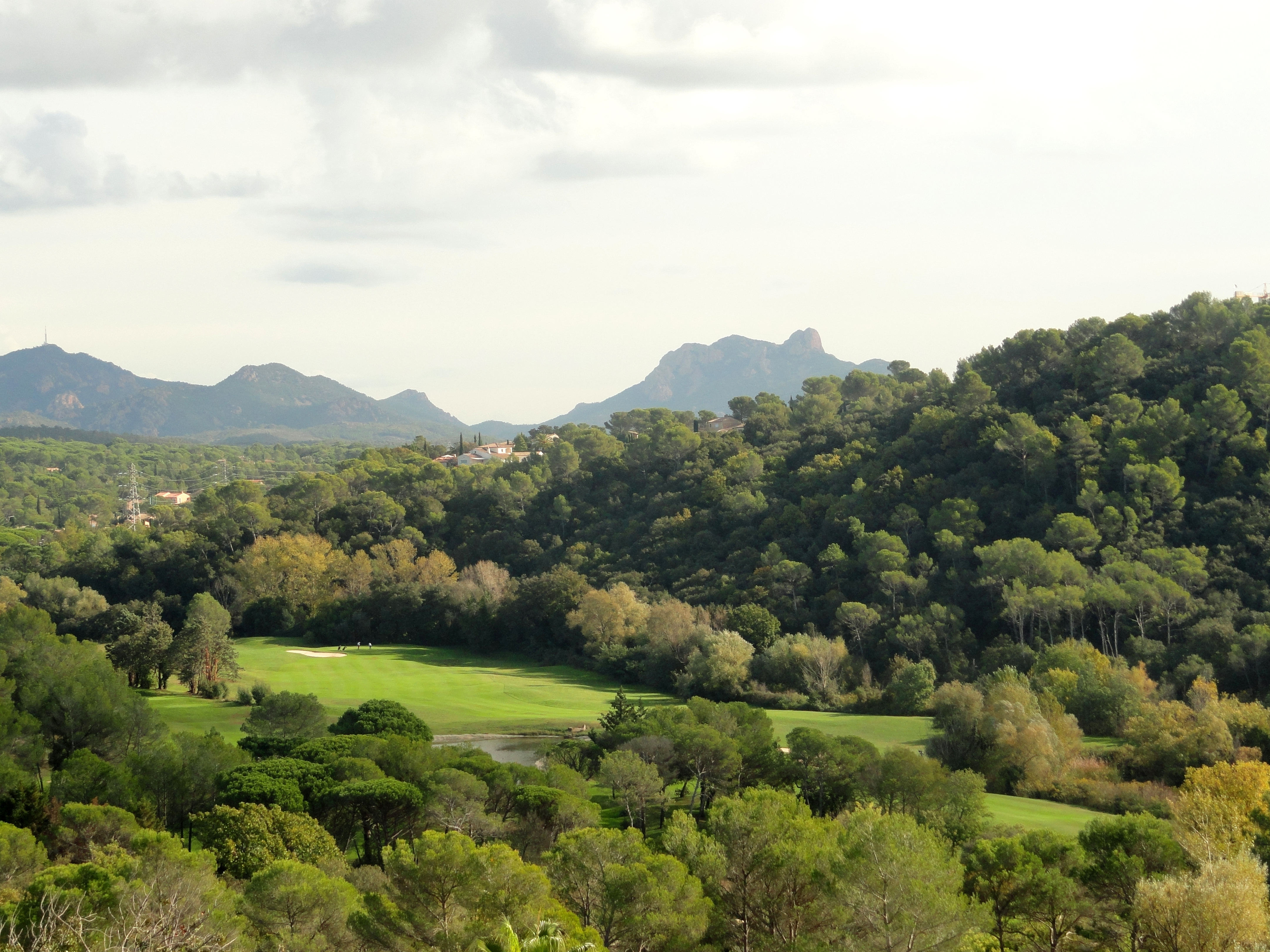
Vista del Esterel desde el interior.
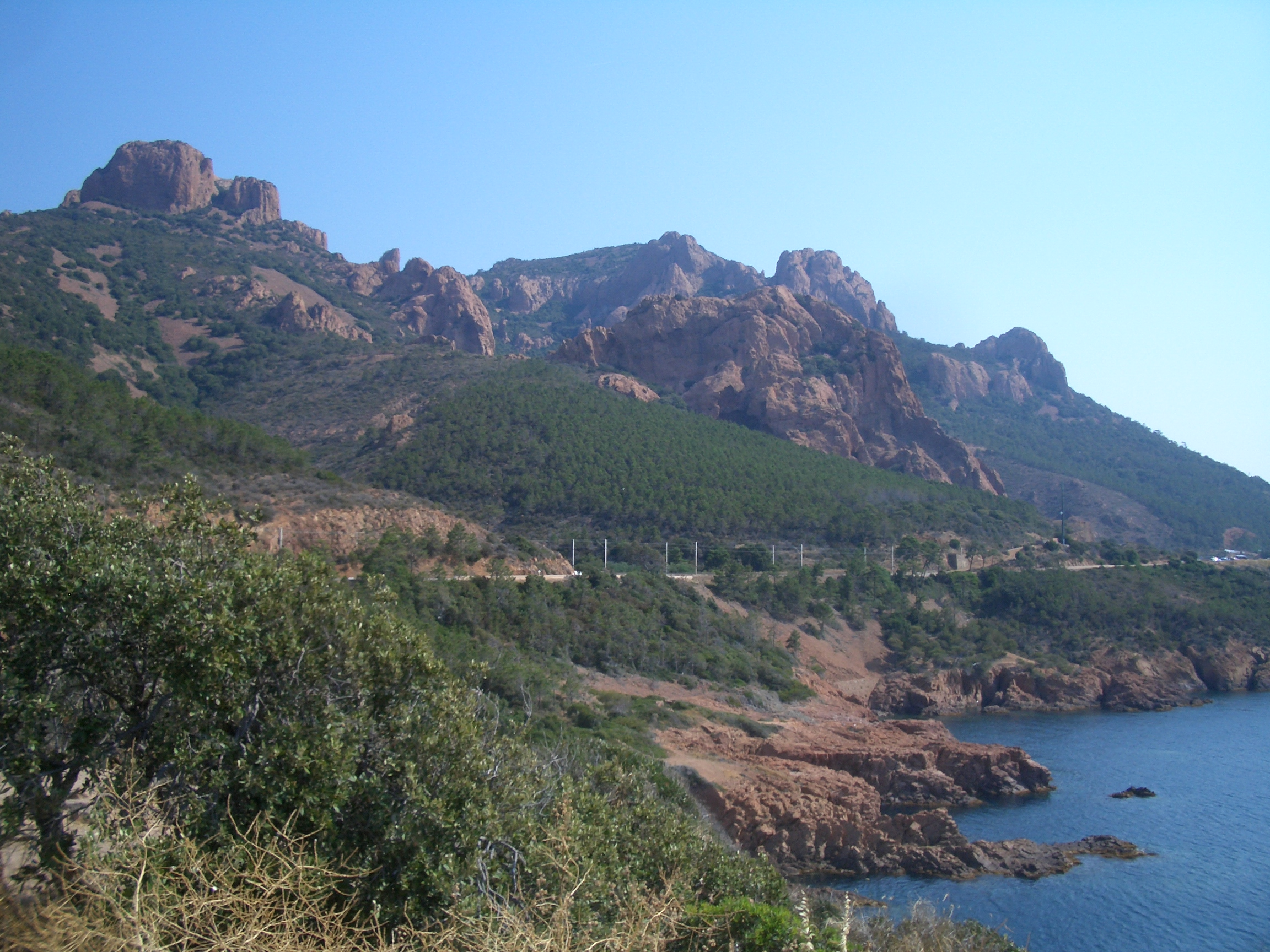
Vista del Esterel desde la costa.